# Contarellijeva kapela
Contarellijeva kapela (italijansko Cappella Contarelli) se nahaja v cerkvi San Luigi dei Francesi v Rimu. Znana je po tem, da je so njej tri slike na temo svetega Mateja Evangelista baročnega mojstra Caravaggia. Slike so bile prvo večje javno naročilo Caravaggia in tisto, ki je utrdilo njegov ugled mojstra. Kapela je spomin na francoskega kardinala Matthieua Cointerela.

## Zgodovina
Kapela dolguje nastanek francoskemu kardinalu Matthieu Cointerelu (Contarelli v italijanščini), ki je umrl leta 1585. Zapustil je navodila za okrasitev kapele, prvo levo od apside, ki jo je imel kupljeno v cerkvi francoske skupnosti San Luigi dei Francesi leta 1565 v Rimu. Kardinal je bil bogat in je že plačal del gradnje cerkvene fasade. Dal je veliko vsoto za veliki oltar in določil, da bo njegova kapela okrašena s prizori iz življenja njegovega zavetnika Mateja evangelista.
Cointerelov izvršitelj Virglio Cresenzi je flamskemu kiparju Jacquesu Cobaertu naročil, da izdela marmornat kip Mateja in angela za oltar. Giuseppe Cesari, takrat eden najpomembnejših umetnikov v Rimu, je dobil naročilo za fresko obeh stranskih sten in oboka. Podrobnosti so bile jasno določene v pogodbi - na Cobaertovi oltarni sliki je prikazan Matej, ki sedi na stolu in namerava napisati evangelij z angelom, ki stoji in »se zdi da razmišlja ali v drugem ustreznem položaju«. Cesarijeve stranske stene bi na desni prikazovale svetega Mateja v njegovi pisarni (Matej je bil pobiralec davkov, preden je postal Kristusov apostol), primerno oblečen, vstal, »da bi šel k našemu Gospodu, ki je prišel mimo s svojimi učenci po ulica in ga poklica ...«. In na levi Matej v trenutku svojega mučeništva obhajal mašo pred oltarjem z »množico moških in žensk, mladih in starih ter otrok ... nekateri zgroženi, drugi pa usmiljeni ...«

## Umetniška dela
Cesari je obok dokončal do leta 1593, nato pa se je zaposlil s papeškimi naročili; Cobaert ni ustvaril ničesar. Leta 1597 je bil denar za projekt nakazan Fabbrici di San Pietro, ki je upravljala stavbe Cerkve, vendar to ni prineslo nobenih rezultatov. Leta 1599 so se začele priprave na jubilej. »Francija ... še ni dovolj očiščena iz trnja in plevela krivoverstva in pokvarjenosti«, je dejal papež svojim francoskim škofom. Novi francoski kralj, Henrik IV. Francoski, se je iz protestantizma nedavno spreobrnil v katolištvo, vendar je bilo treba še veliko storiti. Spreobrnitev naj bi bila papeževa tema glede Francije. Vznemirjen zaradi dejstva, da bo Rim preplavljen s francoskimi romarji, je prefekt, zadolžen za Fabricco, in denar, kardinal Francesco Maria Del Monte predlagal, da je treba njegovemu osebnemu slikarju Caravaggiu naročiti sliki v olju na platnu za dve stranski steni, kamor Cesari ni postavil svojih fresk.
Pogodba s Caravaggiom je bila podpisana 23. julija 1599. Kljub nesoglasjem glede sestave druge slike sta bili do julija 1600 nameščeni Caravaggiova Klicanje sv. Mateja in Mučeništvo sv. Mateja. Ko je Cobaert dostavil svoje kipe, so jih cerkveni poslanci zavrnili in nato naročili Caravaggiou, da naredi še eno sliko za oltarno podobo, še vedno v skladu s kardinalovimi prvotnimi navodili. Tretje in zadnje delo, Navdih svetega Mateja, je bilo vzpostavljeno do leta 1602.
Rešitev Caravaggia za okrasitev tipično mračne rimske cerkvene notranjosti je bila vredna omembe. Obiskovalci Contarellijeve kapele se danes soočajo s slikami, ki mrak uporabljajo za učinek. Caravaggio je upošteval tudi razsvetljavo v kapeli, saj je vsaka od obeh stranskih slik osvetljena s snopom, ki prihaja iz edinega vira naravne svetlobe. Dekorativni cikel se je začel s poslikavo na levi strani kapele, ki je gledalcu nevidna ob prvem vstopu v cerkev. Gre za veliko ploščo Klicanje svetega Mateja, enega najbolj znanih Caravaggiovih del. Na desni strani kompozicije Jezus in sveti Peter gledata naravnost na sedečega Mateja, Jezus pa pokaže na Mateja, »kliče«. Njegova roka se sklicuje na sprejemajočo roko Adama pri sliki Stvarjenje Adama na stropu Sikstinske kapele. Matej in njegovi spremljevalci pa nosijo ogrinjala, ki so iz Caravaggiovega obdobja.
Na desni strani zidu je Mučeništvo svetega Mateja, ki prikazuje prizor, v katerem Matej sreča svoj konec. [5] V nasprotju z razmeroma umirjenim Klicanjem je to delo opredeljeno z akcijo. V središču kapele je Navdih svetega Mateja, prizor, v katerem angel narekuje svetemu Mateju evangelij. Čeprav so danes te tri slike zvezdniška atrakcija kapele, so freske Cesarija, za katerega akademiki menijo, da ga je Caravaggio zasenčil, vse bolj cenjene zaradi manierističnega sloga. Cesarijeva freska je bila končana okoli 1593, takrat je Caravaggio delal za Cesarija.